# Nokia E75
Nokia E75 este un smartphone din seria E, lansat de compania finlandeză Nokia începând cu 2009, acesta dipune de un sistem de operare Symbian - Feature Pack 2 și două tastaturi: una standard și una QWERTY glisantă. Telefonul dispune de două interfețe pentru modul standby, una work și una personal, care practic îi oferă utilizatorului accesul la două ecrane distincte. 

## Caracteristici
- Quad band GSM / GPRS / EDGE: GSM 850 / 900 / 1800 / 1900
- Tri band UMTS / HSDPA UMTS 900 / 1900 / 2100 (E75-1) or UMTS 850 / 1900 / 2100 (E75-2)
- Modul GPS încorporat
- Radio stereo FM (87.5-108 MHz) cu Visual Radio și RDS.
- Cameră foto de 3.2 megapixeli cu autofocus, zoom digital 8x, bliț LED și geotagging.
- Cameră secundară pentru apeluri video cu MPEG-4.
- Oglindă pentru auto-portret.
- Ecran de 2.4 inch QVGA
- Tastatură QWERTY glisantă
- Tastatură numerică
- Alertă prin vibrare
- Conectivitate la Internet și Intranet prin WiFi 802.11b/g.
- Bluetooth vers. 2.0 cu EDR.
- High-Speed microUSB 2.0 cu funcții de încărcare/transfer de date
- Funcție N-Gage
- Senzor pentru auto rotirea ecranului